# Kasteelgroeve (Caestert)
De Kasteelgroeve is een gangenstelsel en Limburgse mergelgroeve in de Belgische gemeente Wezet. De groeve ligt in het beschermde gebied van Thier de Caster in het zuidelijk deel van de Sint-Pietersberg in het Plateau van Caestert in de steile oosthelling van het plateau ten noordwesten van Klein-Ternaaien en ten zuidoosten van Kanne.
De groeve ligt deels onder en deels ten noorden van het Kasteel Caestert. Binnen tien meter ten noorden van de ingang ligt een andere groeve: de Grafkelder van Caestert. Verder naar het noorden ligt de Caestertgroeve en ten zuiden van het kasteel ligt de Groeve Ternaaien-Boven. Bovenop de rand van het plateau stond vroeger de Kapel van Caestert.
Het kapeldeel van de Caestertgroeve wordt soms ook wel de Kasteelgroeve genoemd, maar is een ander stelsel en is niet verbonden met de Kasteelgroeve naast de Grafkelder van Caestert.

## Geschiedenis
De groeve werd door blokbrekers ontgonnen voor de winning van kalksteenblokken.

## Groeve
De groeve heeft zich vanaf de ingang in zuidwestelijke richting ontwikkeld met tal van zijgangen en heeft van noordoost tot zuidwest een doorsnede van ongeveer 40 meter. Een gedeelte van het gangenstelsel bevond zich onder het herenhuis uit 1888 van het Kasteel Caestert. Onder dit herenhuis zijn er in de groeve grote bakstenen kolommen gemetseld die dienden als fundament voor het herenhuis.